# Maszyna matematyczna

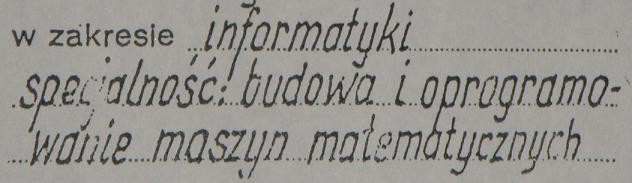
Fragment dyplomu ukończenia studiów wyższych ze specjalnością maszyny matematyczne.

Maszyna matematyczna – urządzenie elektroniczne do przetwarzania w zadany sposób wprowadzanych informacji (danych) i wyprowadzania wyników w określonej postaci. 
W XXI wieku termin ten zastępowany jest, pochodzącym z języka angielskiego, terminem komputer.
Ze względu na zasadę działania rozróżnia się: 
- maszyny matematyczne cyfrowe,  posługujące się techniką cyfrową, polegającą na kodowaniu danych w postaci liczb i symboli, tj. sygnałów nieciągłych.
- maszyny matematyczne analogowe,  posługujące się techniką analogową, tj. odwzorowaniem danych w postaci ciągłych wielkości fizycznych, np. napięcia.
- maszyny matematyczne hybrydowe, o konstrukcji mieszanej, łączącej w integralną całość moduły analogowe (obliczeniowe) i cyfrowe (sterowanie, programowanie oraz interfejs użytkownika).